# Área Nacional de Recreación Isla Santay
Die Área Nacional de Recreación Isla Santay befindet sich im Westen von Ecuador. Das 26,61 km² große Schutzgebiet wurde am 20. Februar 2010 mittels Acuerdo Ministerial N° 21 eingerichtet.

## Lage
Die Área Nacional de Recreación Isla Santay befindet sich im Kanton Durán der Provinz Guayas. Das Schutzgebiet erstreckt sich über die im Río Guayas gelegene Flussinsel Islay Santay sowie die benachbarte wesentlich kleinere Isla Gallo. Die Landfläche beträgt 22,14 km². Weitere 4,47 km² sind Wasserfläche. Die Inseln liegen zwischen den Städten Guayaquil und Durán.

## Ökologie
Die beiden Inseln entstanden durch Sedimentablagerungen der Flüsse Río Daule und Río Babahoyo. Im Winter, wenn die Flüsse eine stärkere Wasserführung oder Hochwasser aufweisen, werden die beiden Inseln teilweise überschwemmt. Entlang dem Ufer wachsen Mangrovenwälder. Die Feuchtgebiete auf den Inseln dienen zahlreichen Vögeln als Brut- und Rastplatz.
Es wurden 107 Vogelarten gezählt. Aufgrund der Bedeutung des Areals wurde dieses als Ramsar-Gebiet ausgewiesen. In den Trockenwaldgebieten wachsen seltene Baumarten wie Pinus greggii (palo prieto), Caesalpinia glabrata (cascol), Erythrina velutina (porotillo) und Triplaris cumingiana (Fernán Sánchez). Zu den Säugetieren im Schutzgebiet gehören Ameisenbären, Krabbenwaschbären und Weißwedelhirsche.

## Infrastruktur
Es gibt ein Restaurant für Besucher. Ein Pfad führt durch das Areal, der teils auf Land und teils über das Wasser führt. Die Tour erfordert einen Führer.